# Otis Redding
Otis Ray Redding, Jr., més conegut com a Otis Redding (Dawson, Geòrgia, 9 de setembre de 1941 - Madison, Wisconsin, 10 de desembre de 1967) era un compositor, cantant, guitarrista i pianista de soul estatunidenc. Tot i la seva curta carrera (només va estar actiu entre 1960 i 1967) i la seva prematura mort, amb només 26 anys, és considerat com un dels músics més importants de la història de la música soul, per la forta influència que va exercir sobre aquest gènere. Destacà per la seva veu i forma de cantar, i també per l'emoció que era capaç de transmetre a partir de la seva música. Aquests fets li valgueren el sobrenom de "King of Soul", així com tres nominacions i dos Premis Grammy, incloent el Grammy a la carrera artística, la seva inclusió en el Rock and Roll Hall of Fame i el Songwriters Hall of Fame. El seu èxit més reconegut és la cançó «(Sittin' On) The Dock of the Bay», que va ser publicada després de la seva mort en un accident aeri. Aquest senzill i el seu disc van assolir el número 1 a diverses llistes musicals d'èxits, com el Billboard Hot 100 o l'UK Albums Chart, i es convertí així en el primer senzill i àlbum pòstum de la història en aconseguir aquesta fita. Tot i així, en la seva carrera també destaquen altres cançons com «These Arms of Mine» (la cançó que el va fer conegut), «Try a Little Tenderness» (sovint considerada la seva cançó més representativa) o «Respect» entre moltes altres. Avui en dia, gairebé 60 anys després de morir, roman un referent muscial de primer ordre.

## Discografia
- Pain In My Heart - 1964
- The Great Otis Redding Sings Soul Ballads - 1965
- Otis Blue - 1965
- The Soul Álbum - 1966
- Dictionary of Soul - 1966
- King & Queen - 1967
- Live In Europe - 1967
- The Dock Of The Bay - 1968
- The Immortal Otis Redding - 1968
- The Whisky A Go Go - 1968
- Love Man - 1969
- Tell The Truth - 1970
- The Ultimate Otis Redding - 1986
- The Otis Redding Story - 1987
- Remember Me - 1992
- The Very Best Of Otis Redding - 1992
- The Monterey International Pop Festival - 1992
- Good To Me - 1993
- The Definitive Otis Redding - 1993
- The Very Best Of Otis Redding Volume II - 1995
- The Otis Redding Anthology - 1998
- Love Songs - 1998
- In Concert-Live - 1999